# Franc Drovenik
Franc Drovenik, slovenski geolog, * 21. junij 1915, Ljubljana, † 23. maj?/junij 1997.
Po diplomi 1941 na rudarskem oddelku ljubljanske Tehniške fakultete je v med letoma 1941/1942 raziskoval molibdenit v rudniku Stari Glog blizu Vranja v Srbiji, nato do 1955 delal kot obratni inženir in glavni geolog v rudniku bakra v Boru (Srbija). Od 1955 do 1977 pa je pri Geološkem zavodu iz Ljubljane vodil raziskave rudišč pojavov antimonove, bakrove,manganove, železove, svinčeve in cinkove rude v Sloveniji; sodeloval pa je tudi pri raziskavah v Siriji, Venezueli in v Indoneziji na otoku Sulavesi.